# Граничарски долмени
Граничарските долмени се намират край с. Граничар (община Средец, област Бургас) в местността Капаците зад граничните заграждения на около 500 m от последните къщи на селото.
Към 2009 г. са регистрирани 7 долмена, 3 от които са напълно запазени. Предполага се, че съществуват и други паметници на мегалитната култура в гората край селото, тъй като изпод земята на места се виждат частично затрупани от пръст скали с особена, непривична за района форма.

## Описание
На 2 – 3 km разстояние по асфалтовият път към днешното е разположен двукамерен, добре запазен долмен, при който само една от покривните плочи е изместена. В близост до лозята край селото са разположени четири долмена, от които само един е напълно съхранен, останалите са разрушени. Интересното е, че те са разположени по двойки, успоредно и близко един до друг, но без да имат обща стена.
Зад граничните заграждения, на около два километра от селото има един много добре запазен еднокамерен долмен. Специфичното при този паметник е че, плочата, която го покрива е оформена като пирамида, което не е характерно за регистрираните в района на Сакар планина долмени. Близо до граничната мрежа се намира друг, добре запазен долмен, състоящ се от две камери. Покривните плочи са изместени настрани, а преградата между двете камери е оформена като триъгълен зъб, на който съответства триъгълен изрез в покривната плоча. Тази сглобка е направена за да поддържа каменните плочи тежащи няколко тона.
Старото име на с.Граничар е Текенджа, което се споменава изследването на Карел Шкорпил за мегалитите в България. Шкорпил е приложил скица на много добре запазен двукамерен долмен от местността Фетваджик, а в по-късни изследователи, като Васил Миков споменава през 1955 г., че това е един от най-добре запазените долмени.
През 1974 г. Димитър Пеев съобщава, че въпросният паметник вече е разрушен. Според Д-р Любомир Калудов въпросният долмен може да се характеризира като „призрак“, защото е много вероятно Шкорпил да е объркал местоположението на паметника в описанието му, тъй като във въпросната местност липсва въпросен обект и никой от местните жители не помни да е имало такъв.
На около 2 km зад кльона, южно от селото е разположен единичен напълно запазен еднокамерен долмен. Според инж.Любомир Цонев този паметник е: „вероятно е най-красивият от архитектурно гледище долмен на територията на България“. Покривната плоча представлява голям допълнително обработен къс с уникална форма – по напречно сечение прилича на пирамида. На лицевата плоча се наблюдава кръгъл белег над отвора. Фронталният отвор е много добре и грижливо изработен. (В непосредствена близост до този долмен се наблюдават останки поне от още два подобни паметника.)
На около 3 km югоизточно от с.Кирово по асфалтовия път към с. Граничар, съвсем близо до пътя, в местността Бички бунар е разположен двукамерен долмен, при който покривният капак на основната камера е запазен, а капакът на предната е пропаднал. При обекта се наблюдава характерните за долмените в Древна Тракия отвор в лицевате плочи на камерита.

## Опазване
Много малка част от долмените разположени край с. Граничар са археологически проучвани. Липсва маркировка, като някои от обектите са умишлено унищожавани.